# 高野佐吉郎
高野 佐吉郎（たかの さきちろう、1803年〈享和3年〉 - 1884年〈明治17年〉9月）は、江戸時代後期から明治時代の剣術家（中西派一刀流）。諱は苗正（みつまさ）。

## 経歴
武蔵国秩父郡大野原村の堀内家に生まれ、高野家の養子となる。
幼少より剣を学び、江戸に出て一刀流中西道場中西子正に入門。同門に寺田宗有、白井亨、高柳又四郎、浅利義信、千葉周作、浅利義明などがいた。
中西派一刀流免許皆伝を授けられた。また、山鹿素性に軍学を、坂井守道に禅を学んだ。
帰郷後、忍藩陣屋の剣術指南役を務めるとともに、秩父神社境内の自宅に道場を開き、剣術を指南した。
孫の高野佐三郎は明治以降の剣道界で大きな影響力を誇った。